# Koszmosz–20
A Koszmosz–20 (oroszul: Космос–20) szovjet Zenyit–2 típusú felderítő műhold volt.

## Küldetés
A Vosztok-program előkészítését segítette, a négynapos programot nyolc, majd 10 napra bővítették.

## Jellemzői
Kettős, katonai és polgári (tudományos) rendeltetésű, az OKB–1 tervezőirodában kifejlesztett műhold. A Zenyit–2 ember szállítására fejlesztett űreszköz, hasznos terében helyezték el a műszereket.
1963. október 18-án a Bajkonuri űrrepülőtér indítóállomásról egy Vosztok–2 (8A92) rakétával juttatták alacsony Föld körüli pályára. A 89,55 perces, 65 fokos hajlásszögű, elliptikus pálya elemei: perigeuma 311 kilométer, apogeuma 206 kilométer volt. Hasznos tömege 4730 kilogramm. A sorozat felépítését, szerkezetét, alapvető fedélzeti rendszereit tekintve egységesített, szabványosított tudományos-kutató űreszköz. Áramforrása kémiai akkumulátor, szolgálati ideje maximum 10 nap.
Kamerái SZA-10 (0,2 méter felbontású), SZA-20 (1 méter felbontású) típusú eszközök voltak.
1963. október 26-án földi parancsra belépett a légkörbe és hagyományos módon – ejtőernyős leereszkedés – visszatért a Földre.